# Вохринская волость
Вохринская волость — волость в составе Бронницкого уезда Московской губернии. Существовала до 1927 года. Волостной центр — село Рыболово (1924—1926), село Вохринка (до 1924).

## История
10 октября 1927 года Вохринская и Велинская волости были объединены в единую Велино-Вохринскую волость. Её центром стал город Бронницы.

## Состав

### Населённые пункты
На 1908 год 13 селений:
- Бисерово
- Борщево (Борщово)
- Вохринка — волостной центр
- Захарово
- Колупаево
- Лубнино
- Морозово
- Пушкино
- Рыболово
- Саламыково
- Слободино
- Тишково
- Федино

На 1 января 1926 года 14 селений.

### Сельсоветы
По данным 1919 года в Вохринской волости было 14 сельсоветов: Бисеровский, Борщевский, Вохринский, Захаровский, Колупаевский, Локтевский, Лубненский, Марьинский, Морозовский, Пушкинский, Рыболовский, Слободинский, Тишковский, Фединский.
В 1923 году были упразднены Бисеровский, Борщевский, Захаровский, Колупаевский, Локтевский, Лубненский, Марьинский, Морозовский, Пушкинский, Слободинский, Тишковский и Фединский с/с.
В 1924 году Бисеровский, Борщевский, Колупаевский, Морозовский и Слободинский с/с были восстановлены.
В 1925 году из части Вохринского с/с был образован Фединский с/с, а из части Колупаевского — Захаровский.